# نام واکنش
نام واکنش‌ها (به انگلیسی: Name reaction) به دسته‌ای از واکنش‌های شیمیایی گفته می‌شود که به اسم دانشمند کاشف یا توسعه دهنده مفاهیم آن واکنش، مشهور است. از میان هزاران واکنش آلی شناخته شده، صدها واکنش به نام دانشمندان شناخته می‌شوند که برخی از آنها در زیر فهرست شده‌اند:
- واکنش دیلز–آلدر
- واکنش رترو-دیلز–آلدر
- واکنش ساکورای
- واکنش ساملت
- واکنش سندمیر
- واکنش سوزوکی
- واکنش فاورسکی
- واکنش فریدل–کرافتس
- واکنش کچی
- واکنش گومبرگ–باکمن
- واکنش مایکل
- واکنش مایکلز–آربوزوف
- واکنش مک‌موری
- واکنش ورتز
- واکنش ویتیگ
- واکنش هک
- واکنش هونسدیکر
- واکنش اپل
- واکنش ادکینز–پترسون
- واکنش استیل
- واکنش اشتودینگر
- واکنش اشمیت-کلبه
- واکنش الان–رابینسون
- واکنش اولمان
- واکنش ایسایی
- واکنش باودیش
- واکنش بتی
- واکنش بلان
- واکنش بلوسوف-ژابوتینسکی
- واکنش پیترسون
- واکنش پیکتت–اسپنگلر
- واکنش پینر
- واکنش دیلز–آلدر
- واکنش رایمر-تیمان

## چستارهای وابسته
- فهرست واکنش‌های آلی